# Charles-Irénée Castel
Charles Irénée Castel, Abbé de Saint-Pierre (Saint-Pierre-Église, 18 februari 1658 - Parijs, 29 april 1743) was een Franse politiek filosoof. Hij is het bekendst van zijn geschriften over de vrede, en is een belangrijke figuur in de beginjaren van de Franse verlichting. 

## Leven
Castel werd geboren in Normandië, en was afkomstig uit een familie van kleine adel. Hij studeerde bij de jezuïeten, en werd later tot geestelijke gewijd. Als snel doet hij belangrijke contacten op, zoals met Fontenelle, en wordt in 1695 toegelaten tot de Académie française. In 1714 is hij aanwezig in Utrecht bij de vredesonderhandelingen die een einde moeten maken aan de Spaanse Successieoorlogen. 

## Werk
Rond de tijd van de Utrechtse vredesbesprekingen schreef Saint-Pierre zijn bekendste boek: Projet pour rendre la paix perpétuelle en Europe (Project voor een blijvende vrede in Europa), dat in 1713 verscheen. Saint-Pierre verwierp in dit werk een vrede gebaseerd op machtsevenwicht, en beargumenteerde dat vrede in Europa alleen kon worden bereikt als de Europese vorsten en leiders zich zouden verenigen in een groot congres, waarin geschillen op vreedzame wijze zouden moeten worden bijgelegd. Het plan voorzag in een senaat, met een wekelijks roulerende voorzitter. Wanneer een conflict tussen staten dreigde, moest een commissie afkomstig uit deze senaat bemiddelen. Wanneer deze verzoeningspoging niets opleverde, zou de senaat functioneren als internationaal arbitragehof dat bindende uitspraken moest doen. Als een staat de uitspraak van dit arbitragehof niet zou nakomen, dan werd hem de oorlog verklaard, waarvan deze staat de kosten moest betalen.
Saint-Pierre besefte dat realisering van zijn plan veel tijd zou vergen. Een internationaal arbitragehof kwam uiteindelijk pas tot stand bij de eerste Haagse Vredesconferentie in 1899. Het plan van de Saint-Pierre wordt wel gezien als eerste initiatief tot dit internationaal hof.
In 1718 verscheen Discours sur la Polysynodie ou l'on démontre que la polysynodie ou la pluralité des conseils est la forme de ministere la plus avantageuse pour un roy et pour son royaume (Discours over de polysynodie, of waar men aantoont dat de polysynodie of de veelheid van raden de meest voordelige bestuursvorm is voor een koning en zijn koninkrijk). Daarin uitte Saint-Pierre kritiek op de despotische regeerwijze van koning Lodewijk XIV. Hij werd hiervoor uitgesloten uit de Académie française.
In 1730 reageerde hij in een publicatie op de terechtstelling van een vriend van Frederik II van Pruisen. Rond 1740 correspondeerde hij met de jonge vorst en verwachtte hij nadrukkelijk een vredespolitiek.
Hoewel Saint-Pierre in zijn eigen dagen een bekend schrijver was, dankt hij zijn huidige reputatie aan Jean-Jacques Rousseau, die in 1754 een Extrait du Projet de Paix Perpétuelle schrijft, en in 1756 een commentaar op Saint-Pierre uitbrengt, Jugement du Projet de paix perpétuelle de Monsieur l'Abbé de Saint-Pierre (Beoordeling van het project van blijvende vrede van de heer Abbé de Saint-Pierre). Zijn ideeën werden daarna gebruikt door onder anderen Emer de Vattel en Kant.
- Bibsys: 90391315
- Biblioteca Nacional de España: XX854990
- Bibliothèque nationale de France: cb12276369g (data)
- Catàleg d'autoritats de noms i títols de Catalunya: 981058516040406706
- CiNii: DA01520618
- Gemeinsame Normdatei: 119510952
- International Standard Name Identifier: 0000 0001 2123 7232
- KulturNav: 672a5dd1-ce06-4668-9052-46e697f644e6
- Library of Congress Control Number: n82089267
- Bibliotheek van het Japanse parlement: 001152766
- Nationale Bibliotheek van Tsjechië: mzk2003197456
- Nationale bibliotheek van Australië: 35133296
- Nationale Bibliotheek van Israël: 987007267402305171
- Nationale en Universitaire bibliotheek Zagreb: 000452752
- Nederlandse Thesaurus van Auteursnamen: 070111081
- Réseau des bibliothèques de Suisse occidentale: 02-A003082674
- Istituto Centrale per il Catalogo Unico: TO0V004687
- LIBRIS: 265320
- Système universitaire de documentation: 031575471
- Trove: 836725
- Virtual International Authority File: 22201759
- WorldCat: E39PBJjt6qCCfxq3RvwpWFTrbd